# Ilattia flavigutta
Ilattia flavigutta är en fjärilsart som beskrevs av Walker 1858. Ilattia flavigutta ingår i släktet Ilattia och familjen nattflyn. Inga underarter finns listade i Catalogue of Life.